# 本亚明·利斯特
本亚明·利斯特（德語：Benjamin List，1968年1月11日—），德国化学家，2021年诺贝尔化学奖得主，鲁尔河畔米尔海姆马克斯·普朗克煤炭研究所主任、日本北海道大學主任研究員。

## 生平和工作
利斯特曾在柏林自由大学攻读化学，1993年毕业。1997年在法兰克福大学取得博士学位，论文是关于维生素B12的基础结构。之后在美国拉霍亚做博士后及助理教授工作，研究接触反应抗体。2003年利斯特返回德国，加入马克斯普朗克研究所。